# Santa Receita
Santa Receita é um programa de televisão brasileiro, produzido pela Rede Aparecida de Comunicação e exibido desde o dia 10 de março de 2014. É apresentado pela jornalista e mestre em linguística Abiane Souza que no ano de 2020 assumiu o programa, antes apresentado por Claudete Troiano. Voltado para a família, o programa aborda temas variados, como culinária, saúde, moda, artesanato, comportamento, entrevistas, música, religiosidade e notícias. O programa está no ar de segunda a sexta, ao vivo das 15h40 às 17h40, contando com grande audiência em todo o território nacional. 

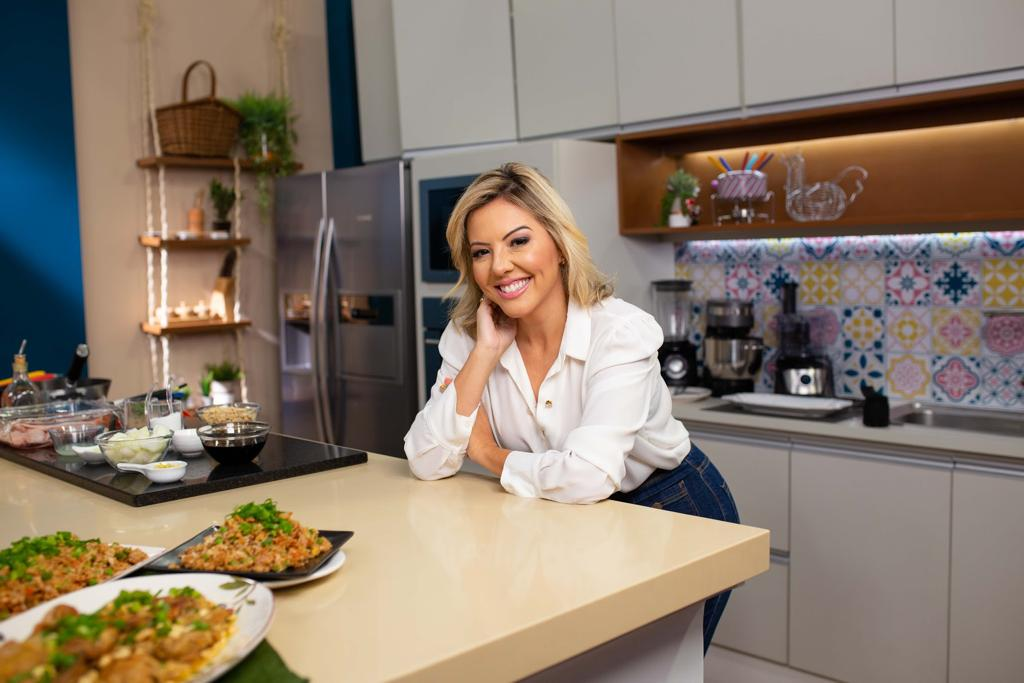
Apresentadora Abiane Souza na cozinha do programa Santa Receita

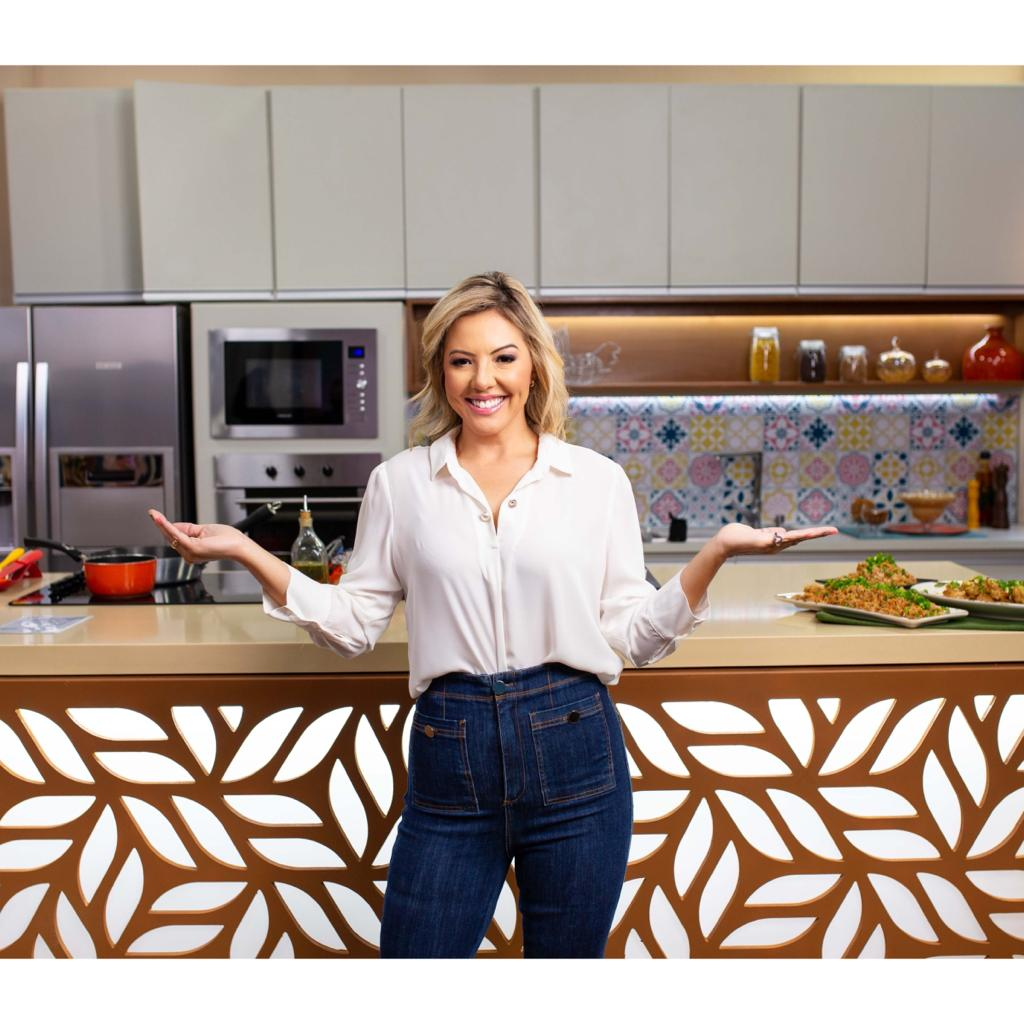
Apresentadora Abiane Souza

## O Programa
O programa Santa Receita foi exibido pela primeira vez no dia 10 de março de 2014, marcando a estreia de Claudete Troiano na Rede Aparecida.
No ano de 2020, a jornalista e mestre em linguística Abiane Souza assume o comando do programa, que passa por reformulação geral, com alterações de cenário, quadros e rodízio de chefes todos os dias.
Abiane Souza é prata da casa e trabalha na emissora católica há mais de 13 anos, iniciando sua carreira na tv como produtora, passando pelo jornalismo como repórter, apresentadora de telejornal e repórter de entretenimento.
Em sua trajetória é pioneira em grandes reportagens da emissora, tanto nacionais quanto internacionais. Viveu momentos inesquecíveis e históricos. Transmitiu ao vivo as visitas do Papa Francisco ao Brasil e em Portugal; é reconhecida pela Marinha do Brasil como uma das poucas mulheres jornalistas a embarcar em uma expedição para o arquipélago de São Pedro e São Paulo; realizou grandes entrevistas com personalidades como Xuxa, Fagner, Eliana, Leandro Karnal, Mário Sérgio Cortella, Bóris Casoy, entre outros.

#### Quadros
Entre as atrações do programa o grande destaque, e que tem relação direta com o nome da atração, é o quadro de culinária. Todos os dias são feitos dois tipos de receitas diferentes, uma salgada e outra doce, sempre por chefes convidados. Todas as receitas preparadas ficam disponíveis no canal da emissora no YouTube, Instagram e no Portal A12.
Um dos quadros de maior participação dos telespectadores é o plantão médico. A apresentadora recebe médicos de várias especialidades, que abordam diversos temas e respondem perguntas enviadas pelo público, ao vivo.
Abiane Souza também recebe cantores de nome nacional e regional, personalidades e profissionais de diversas áreas.

## Quadros

### Fixos
- Arte Culinária
- Baú da Abi
- Bem Estar
- Dica da Terra
- Plantão Médico

### Extintos

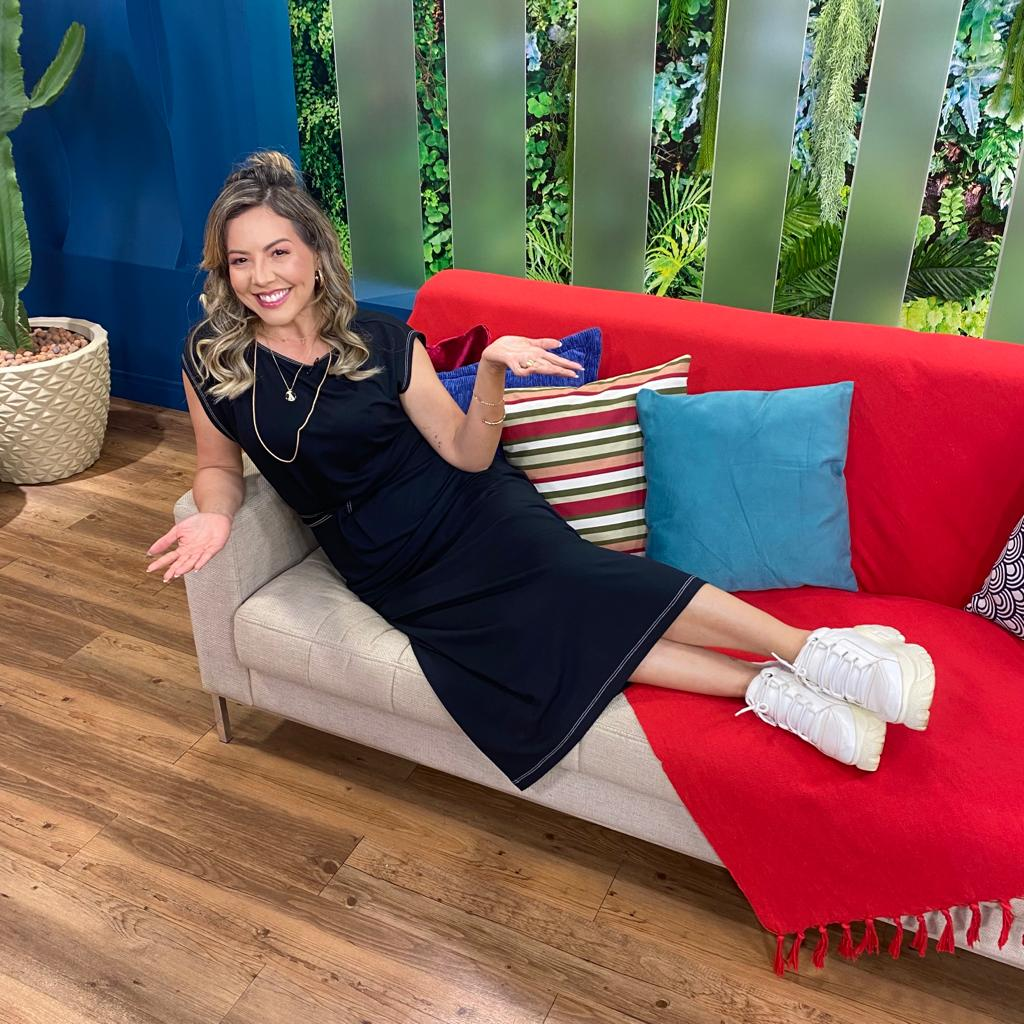
Apresentadora Abiane Souza no programa Santa Receita

- Brincadira dos Bichinhos
- Entre Mãe e Filha e Vice-Versa
- Meu Pet
- Meu Quintal Virou Jardim
- Minha Santa Receita
- Minicurso
- O que Tem na Caixa da Clau?
- Vale a Pena Saber

## Audiência
Nas primeiras semanas de exibição do programa, a Rede Aparecida registrou um aumento de 51% em sua audiência. Normalmente, no horário de exibição, a emissora vence as suas principais concorrentes, a TV Canção Nova e a Rede Vida. 